# 蒙特萊克大橋
蒙特萊克大橋（英語：Montlake Bridge）是一座位於西雅圖的双葉上開橋，513號華盛頓州州道（蒙特萊克大道）從此橋跨越蒙特萊克河岸（华盛顿湖运河的一部分），並连接蒙特萊克區和大学区。
大橋是衆多跨越華盛頓湖运河的橋梁中最东端的一座。大桥總长105米（344英尺），由卡尔·F·古尔德（華盛頓大學校舍的其中一名建筑师）所設計。大桥和其控制塔的设计與華盛頓大学的大學哥德式风格糅合。大橋橋下净空14米（46英尺），而大橋中間30米（100英尺）長的開合部分有著與华盛顿湖平均水位控制水平約15米（48英尺）的垂直净空。它是跨越运河的四座上開橋之一，另外三座分別為巴拉德大橋、費利蒙大橋和大学桥；在四座大橋中，它是最后建成的，有著最高的橋下净空，並且是唯一一座承載华盛顿州州道的大橋。大橋也是西雅圖六座基於芝加哥上開桥的設計為靈感而興建的上開橋之一，但大橋的耳轴是独一无二的，以避免與斯特劳斯上开桥公司產生专利侵权诉讼。
在1914年，作为建造華盛頓湖运河的配套設施，一些為興建大橋而建的栈桥和桥台被興建，但直至1916年，才出現一個在蒙特萊克區興建大橋的具體提案。第一代大桥是由一系列的驳船組成的临时通道，由研究生經理達·邁斯内斯特在1920年所建，以方便美式足球球球迷觀賞华盛顿對达特茅斯的賽事。在當時，臨時橋梁出現了嚴重的車流量負荷，致使它需要一个永久性的橋體。大橋在1925年完工。
一份1993年的報告指出蒙特萊克大橋平均每个工作天有著6.9萬架次的車流量，而另一份在2001年的报告則指出大橋平均每個正常周末日子有著4萬架次的車流量。除了车辆以外，大桥也同時容許行人和骑自行车的人在行車綫兩侧的人行道跨越运河。大橋在早上與晚间繁忙時間並不上開；大橋在緊接繁忙時間以前與以後在指定时间（通常是整點與半點）上开，而在其他時段，大橋會按船隻的需要而視情況上开。以車輛交通中斷起計至車輛交通恢復為止，大桥每一次上開平均為時四分钟。大橋的上開大多数都是因為有帆船通過；而大多数在遠東經營的拖船能夠在大橋未有上開的情況下在其下方通過。大桥為來往520号华盛顿州州道的交通製造了瓶颈，而多年來社會已經有聲音要求興建繞道。在大橋上開時，附近的車龍可以長達一英里。有計劃在蒙特萊克河岸興建緊接此大橋的另一上開橋，以替代原來經過大橋的520号华盛顿州州道的路徑。
每年5月的第一个星期六会在大橋舉行游艇赛季開鑼日活动。
大橋與蒙特萊克河岸兩者整體是西雅图地标之一（ID#107995），而大橋在1982年被收錄進國家史蹟名錄和华盛顿州遗产名录。华盛顿州运输部拥有大橋的所有权并负责其營運。

## 圖冊

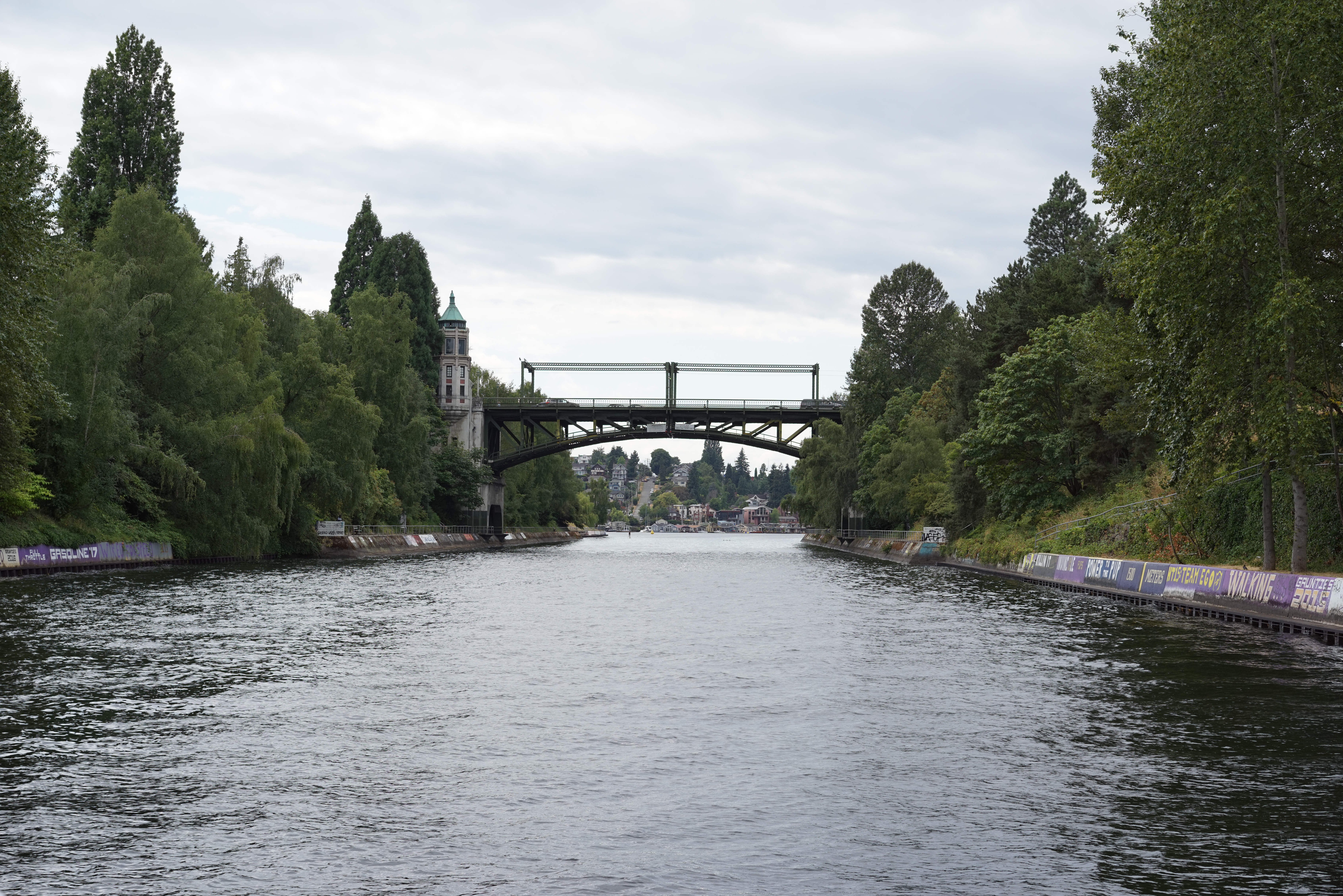
从华盛顿湖望向大橋东侧
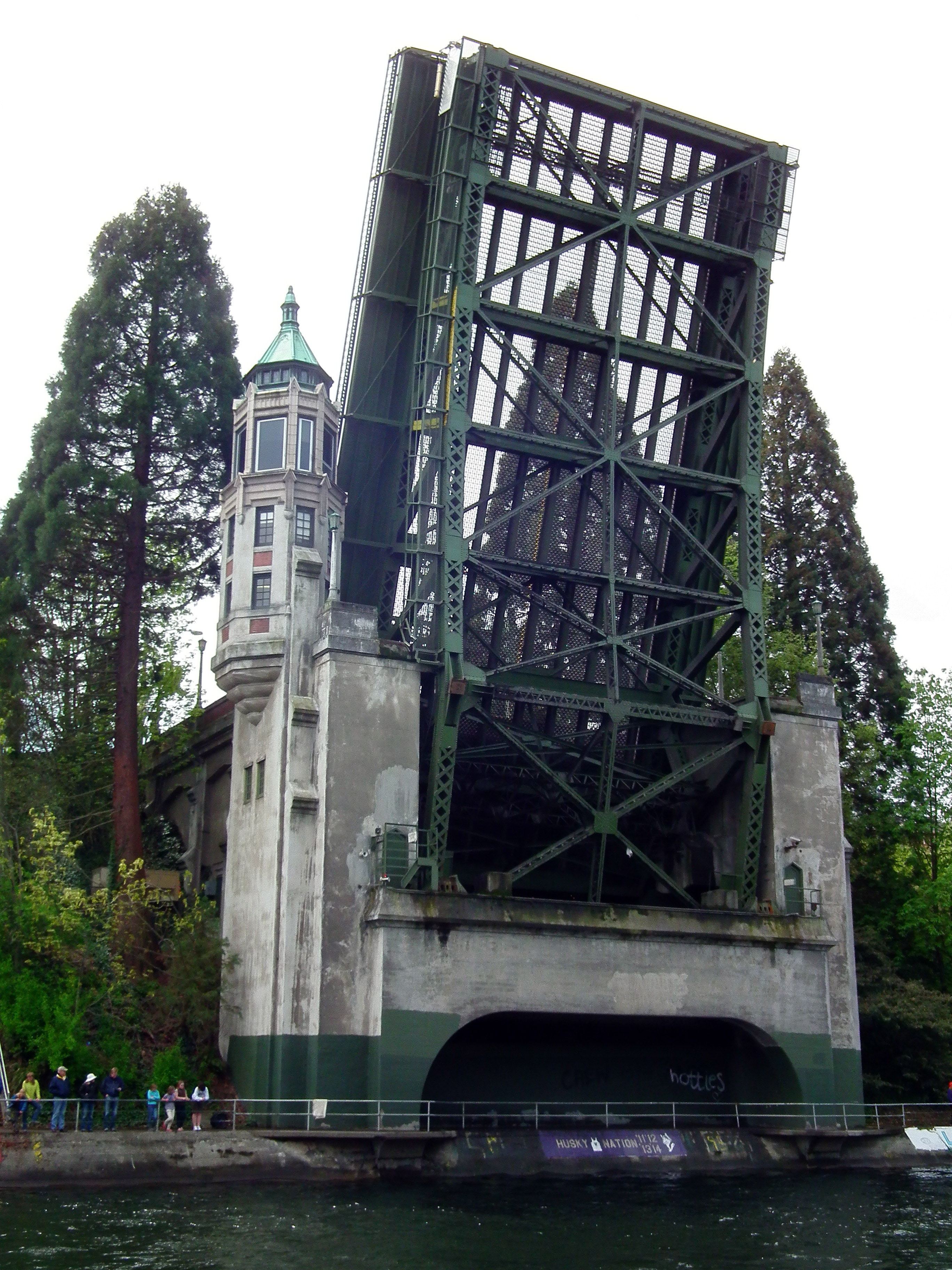
完全上開的蒙特萊克大橋南端

## 美国历史工程记录的说明文件

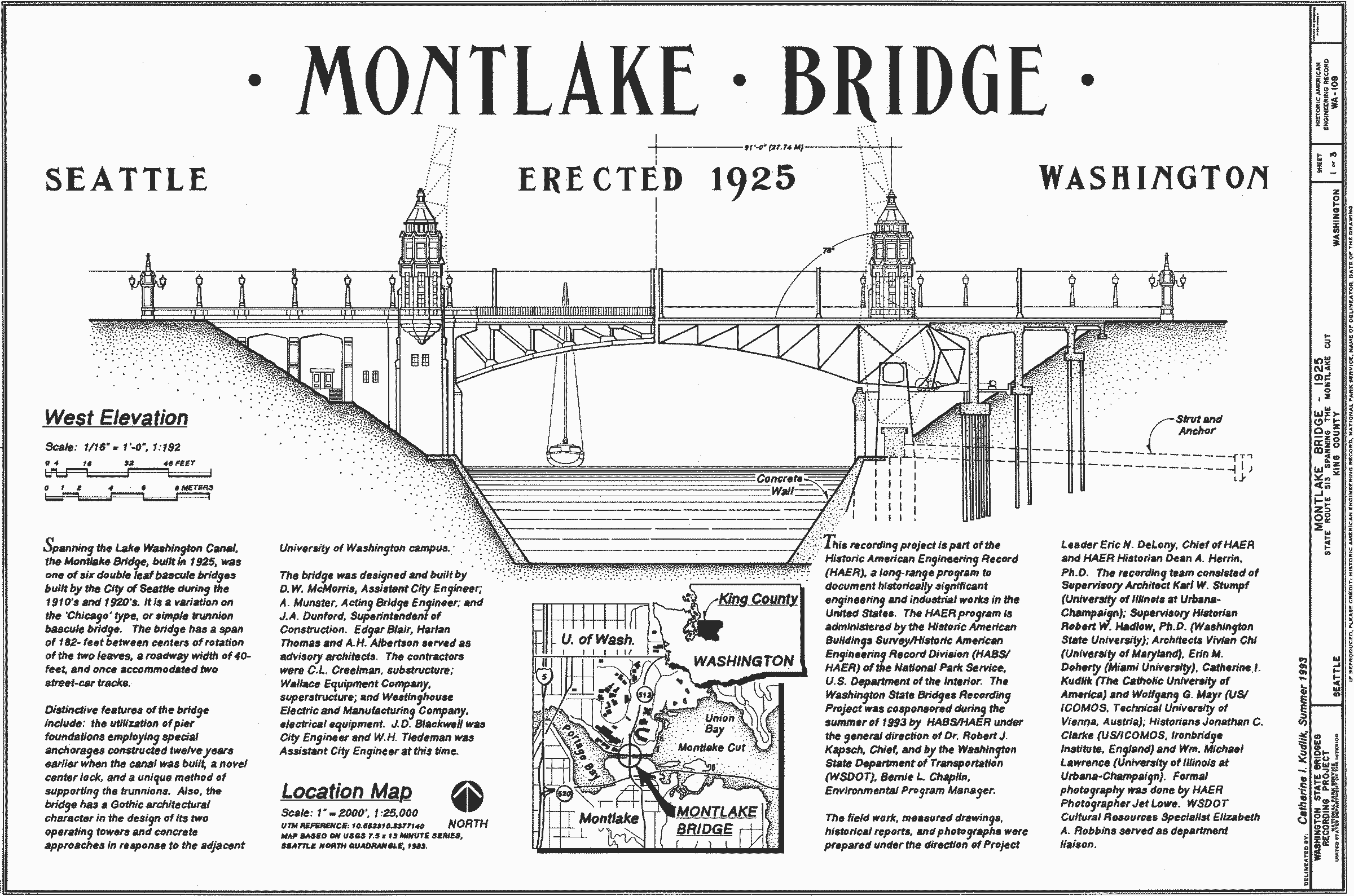
美国历史工程记录（英语：Heritage Documentation Programs）的说明文件
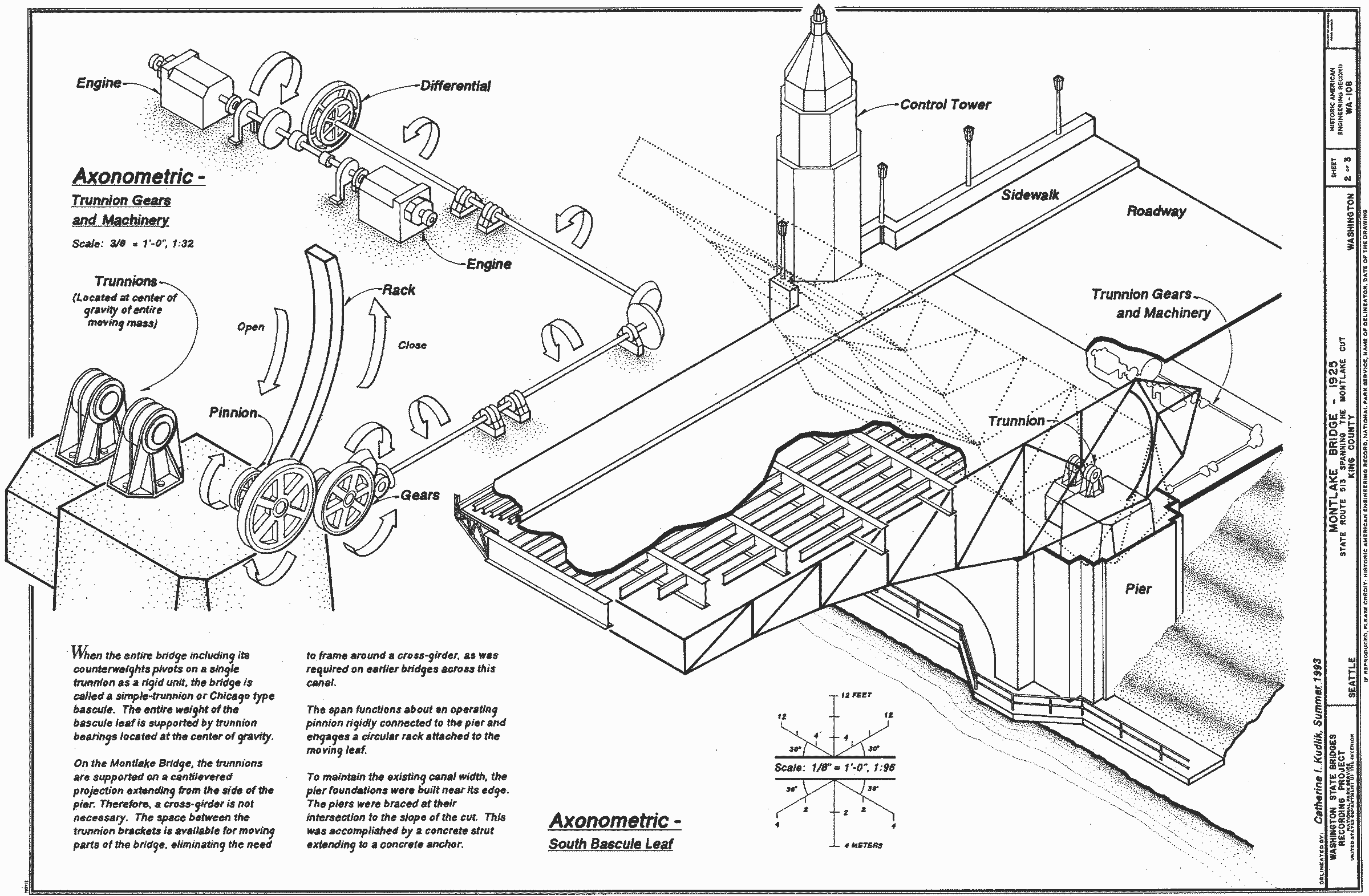
大橋的齿轮和机關
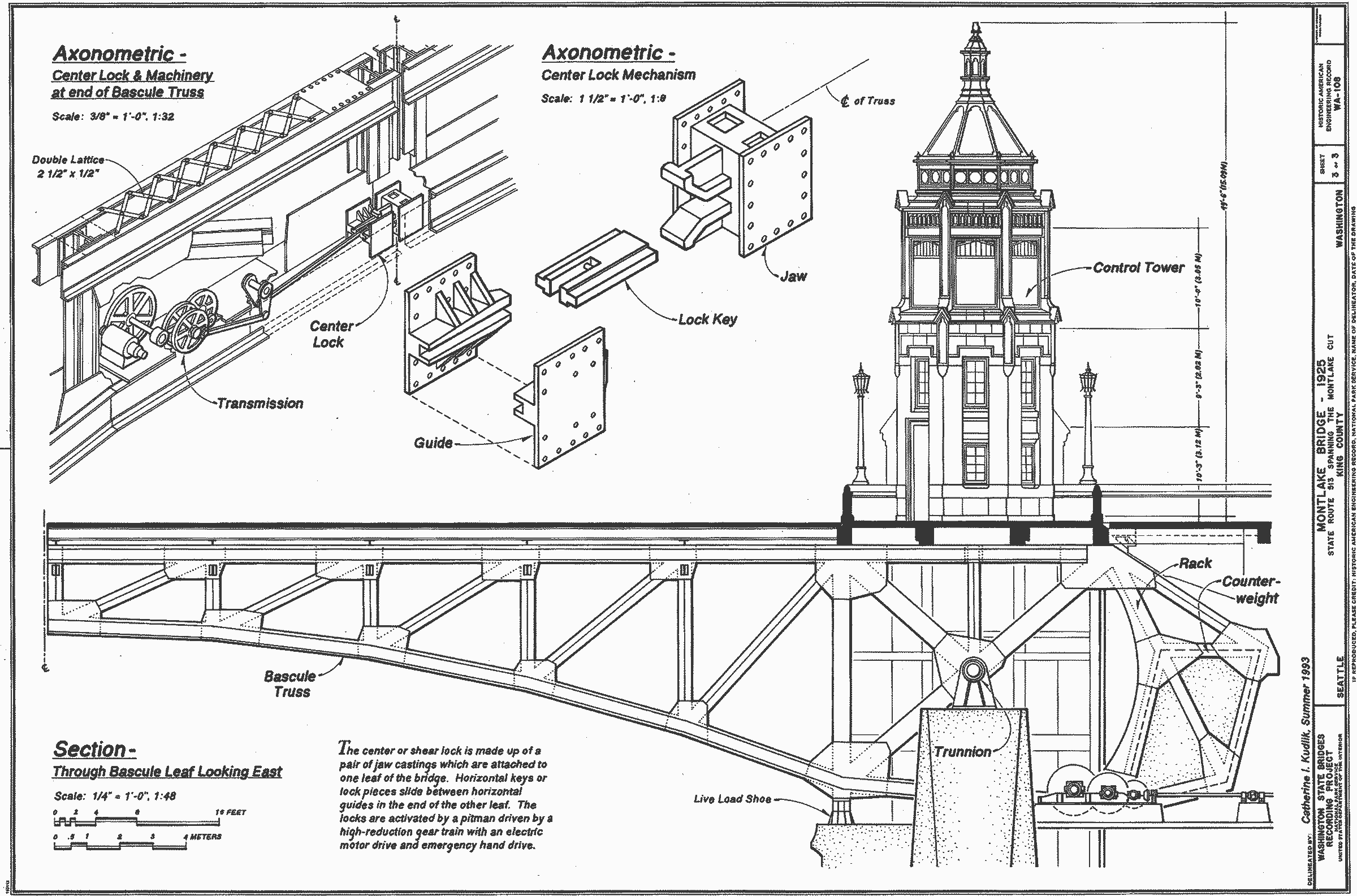
中心鎖機制

## 外部連結
- 華盛顿州运输部有關蒙特萊克大橋的資訊
- HistoryLink（英语：HistoryLink）中有關蒙特萊克大桥的資訊 （页面存档备份，存于）